# Семья — Единение — Отечество
Движение «Семья — Единение — Отечество» было создано в Минске (Республика Беларусь) в 2009 году Международным благотворительным фондом «Семья — Единение — Отечество» при поддержке Белорусского экзархата Русской православной церкви (Московского патриархата) с целью преодоления негативных тенденций в демографическом, нравственном, культурном состояниях белорусского общества.

## Учредители Движения
- Международный фонд «Семья — Единение — Отечество»;
- Издательство Белорусского экзархата Русской православной церкви (Московского патриархата);
- Республиканское общественное объединение «Родители и учителя — за возрождение православного образования».

## Цели и задачи Движения
Основной целью Движения является организация и проведение мер, направленных на возрождение и защиту духовно-нравственных ценностей, повышение уровня культуры, переориентация общества с ценностей «эпохи потребления» на создание традиционной многодетной, здоровой семьи на благо нынешнего и будущих поколений, которая дополняет развитие идеологии и экономики государства на современном этапе.
«Семья — Единение — Отечество» затрагивает такие сферы жизни общества, как образование, воспитание, социальную защиту, здравоохранение, культуру, области правопорядка и информации.
С 2009 года по настоящее время под эгидой Движения в десятках регионов Белоруссии, Украины, России, Литвы проводятся различного рода мероприятия в форме семинаров, конференций, круглых столов, концертов, спектаклей, праздничных встреч, детских утренников, семейных спортивных конкурсов и соревнований, передвижных выставок-ярмарок духовной литературы и других мероприятий, имеющих просемейную и патриотическую направленность.
Движение проводит также практическую кризисную помощь семьям.
В работе Движения участвуют известные учёные, священники Белорусской православной церкви, государственные, общественные деятели, многие из которых входят в Общественный совет по нравственности Белоруссии.
Администрация Президента Республики Беларусь рекомендовала руководителям белорусских регионов оказывать Программе организационную и информационную поддержку.
Также Программа была одобрена Синодом Белорусской православной церкви и рекомендована к проведению в епархиях.
Движение является официальным партнёром «Всемирного конгресса семей», Всемирного русского народного собора (2011), участником Всемирного демографического саммита (г. Москва, 2012)

## Награды Движения

### Орден «Верность и вера»
Высшая награда Движения «Семья — Единение — Отечество». Орден учреждён международным движением «Семья — Единение — Отечество», Общественным советом по нравственности Республики Беларусь и общественным объединением «Родители и учителя — за возрождение православного образования». Орден Геральдическим советом при Президенте Республики Беларусь 31 августа 2012 года было принято решение о целесообразности учреждения данной награды. Информация об ордене в законодательном порядке внесена в Государственный геральдический регистр Республики Беларусь.
Орден является признанной государственными органами власти Республики Беларусь, а также общественными и церковными организациями наградой.
Орден имеет две степени:
1. Орден «Верность и вера» I степени (высшая степень);
2. Орден «Верность и вера» II степени.

Орден вручается за:
- Выдающийся (особый — для II степени) вклад в сохранение, приумножение и защиту традиционных духовных, нравственных, семейных и культурных ценностей;
- За выдающиеся (особые) заслуги в деле патриотического воспитания и духовного просвещения;
- За выдающиеся (особые) заслуги по обеспечению демографической безопасности;
- За выдающиеся (особые) заслуги в созидательной деятельности в области культуры, науки и духовно-нравственного творчества;
- За выдающиеся (особые) заслуги в пропаганде здорового образа жизни и культуры поведения;
- За выдающиеся (особые) заслуги в защите жизни (борьбу с абортами, суицидами, алкоголизмом, наркоманией и другими зависимостями);
- За выдающиеся (особые) заслуги в создании, поддержке и активной реализации социально значимых проектов, а также за оказании помощи таким проектам.

Орденом награждаются:
- Граждане Белоруссии и Российской Федерации
- Иностранные граждане
- Лица без гражданства
- Предприятия и организации

В исключительных случаях награждение орденом «Верность и вера» может быть произведено посмертно.

#### Описание ордена «Верность и вера»
На первом уровне — фигура набатного колокола символизирует не умолкающий призыв к духовному созиданию.
На втором уровне — символ креста, утверждает твёрдость стержня христианского духовно-нравственного мировоззрения, поддерживающего и созидающего ценности семьи и Отечества.
На третьем символическом уровне знака ордена расходятся лучи — символ распространяющегося во все стороны созидательного начала.
При награждении вручается знак ордена, указ о награждении и удостоверение. Орден носится на левой стороне груди.
В настоящий момент орденом «Верность и вера» I степени награждены:
- Митрополит Минский и Слуцкий Филарет, Патриарший Экзарх всея Беларуси. (2012)
- Председатель Минского облисполкома Батура Борис Васильевич; (2012)
- Председатель Союза писателей Белоруссии Чергинец Николай Иванович; (2012)
- Архиепископ Полоцкий и Глубокский Феодосий (Бильченко) (2012);
- Архиепископ Пинский и Лунинецкий Стефан (Корзун) (2013);
- Академик Национальной академии наук Беларуси Гниломедов Владимир Васильевич (2013);
- Председатель правления Национального банка Беларуси, председатель ОО «Белорусский союз женщин» Ермакова Надежда Андреевна (2013);
- Губернатор Омской области Виктор Назаров (2013);
- Митрополит Омский и Таврический Владимир (Иким) (2013);
- Епископ Пантелеимон (Шатов), викарий Святейшего Патриарха (2013);
- Уполномоченный по делам религий и национальностей Республики Беларусь Гуляко Леонид Павлович (2013);
- Малинин Александр Николаевич — народный артист Российской Федерации, народный артист Украины[2];
- Рукавишников Александр Иулианович, Москва, народный художник России;
- Тиханович Александр Григорьевич — народный артист Республики Беларусь;
- Поплавская Ядвига Константиновна — народная артистка Республики Беларусь;
- Спиваков Владимир Теодорович — советский и российский дирижёр, скрипач, педагог.

Орденом «Верность и Вера» II степени награждены:
- Астахов Павел Алексеевич — уполномоченный при президенте Российской Федерации по правам ребёнка;
- Хворостовский Дмитрий Александрович — советский, российский, британский оперный певец (баритон);
- Кравченко Николай Васильевич, начальник Омского кадетского корпуса, Герой Советского Союза (Россия, Омск);
- Коваленя Александр Александрович, Академик-секретарь Национальной академии наук Белоруссии, профессор;
- Дивна Лю́боевич, сербская исполнительница православной духовной музыки, основатель, регент, солистка и руководитель хора «Мело́ди» (2014);
- Рошаль Леонид Михайлович — директор НИИ неотложной детской хирургии и травматологии, президент Национальной медицинской Палаты (2014);
- Будина Ольга Александровна — российская актриса и общественный деятель(2014);
- Цыганова Виктория Юрьевна (сценическое имя: Вика Цыганова) — певица, композитор и общественный деятель (2014)

### Медаль «За заслуги»
Учреждена Движением «Семья — Единение — Отечество» в 2012 году.
Геральдический совет при Президенте Республика Беларусь выдал заключение о целесообразности учреждения данной медали.
Медаль вручается за:
- заслуги в сохранении, приумножении и защите традиционных духовных, нравственных, семейных и культурных ценностей;
- заслуги в деле патриотического воспитания и духовного просвещения;
- заслуги по обеспечению демографической безопасности;
- заслуги в созидательной деятельности в области культуры, науки и духовно-нравственного творчества,
- заслуги в пропаганде здорового образа жизни и культуры поведения;
- заслуги в защите жизни (борьбу с абортами, суицидами, алкоголизмом, наркоманией и другими зависимостями);
- заслуги в создании, поддержке и активной реализации социально значимых проектов, а также за оказание помощи таким проектам.

#### Описание медали «За заслуги»
Медаль, содержащая объёмные 3D-элементы изготавливается методом литья из никелевого сплава с последующим покрытием серебром.
Медаль может крепиться на колодках двух видов: стандартная пятиугольная колодка (для награждения мужчин) и четырёхугольная (для награждения женщин)
Внешний вид медали соответствует виду боевых наград.
Медаль исполнена в стиле, подчеркивающем боевой характер деятельности награждённого, поскольку её вручение является актом признания особых заслуг в деле защиты традиционных духовных и нравственных ценностей. По замыслу авторов дизайна медали защиту традиционных и нравственных ценностей можно считать видом борьбы, зачастую не менее сложным, чем фронт боевых действий, чем и обусловлен стиль награды.